# エドゥアルド・マルケス・デ・カストロ・シルヴァ
エドゥー（Edú）こと、エドゥアルド・マルケス・デ・カストロ・シルヴァ（Eduardo Marques de Castro Silva、1992年1月28日 - ）は、ポルトガル・ロウロサ出身のプロサッカー選手。現在は無所属。ポジションは、ミッドフィールダー（攻撃的ミッドフィールダー）。